# تاماز استپانیا
تاماز (تمور) استپانیا (گرجی: თამაზ (თემურ) სტეფანია؛ ۲۸ سپتامبر ۱۹۵۰ – ۲۸ مارس ۱۹۷۲) بازیکن فوتبال اهل اتحاد جماهیر شوروی سوسیالیستی و گرجستان شوروی بود.
از باشگاه‌هایی که در آن بازی کرده‌است می‌توان به باشگاه فوتبال دینامو تفلیس اشاره کرد.
او در تصادف رانندگی در سن ۲۱ سالگی درگذشت.
پس از درگذشت او ورزشگاه شهر بولنیسی به ورزشگاه تاماز استپانیا تغییر نام پیدا کرد.